# Andrej Skoč
Andrej Vladimirovič Skoč (in russo Андрей Владимирович Скоч?; Nikol'skoe, 30 gennaio 1966) è un politico e imprenditore russo, comproprietario del produttore di acciaio Lebedinskij Mining. Skoč è membro della Duma di Stato della Federazione Russa dal 1999.
Secondo la rivista statunitense Forbes, nel 2024 la famiglia Skoč è tra le più ricche (e tra le prime 500 al mondo) con un patrimonio di 6,7 miliardi di dollari.

## Biografia
Andrei Vladimirovich Skoch è nato il 30 gennaio 1966 nel villaggio di Nikolskoye, nella regione di Mosca. Ha servito nell'esercito sovietico nel 1984. Ha studiato presso l'Istituto di Cultura Fisica e lì ha scritto la sua dissertazione. Nel 1998 si è laureato presso l'Università pedagogica statale aperta di Mosca intitolata a Sholokhov, Facoltà di Psicologia.
Alla fine degli anni '80, ha iniziato l'attività ed ha aperto una panetteria con Lev Kvetnoy. Successivamente, ha commerciato componenti per computer ed è stato il proprietario della società di distribuzione che vendeva carburante. Ha servito come vicedirettore generale di Kuznetsov and Partners LLC.
Nel 1995 entra a far parte del capitale e diventa vicedirettore generale della società di investimento "Interfin". Ha lavorato per MontazhSpetsBank prima di unirsi al collega miliardario Alisher Usmanov nel settore dei metalli. Skoch ha incontrato Usmanov nel 1995, mentre lavorava come commerciante di petrolio per la banca. Insieme a Lev Kvetnoy e Skoch, i primi acquisti di Usmanov sono stati l’impianto di estrazione e lavorazione Lebedinsky e un impianto di produzione di acciaio a Belgorod. Nel 1999 Skoch è diventato vicedirettore generale dell’impianto di estrazione e lavorazione Lebedinsky e dello Stabilimento di trasformazione JSC.
Usmanov ha formato il conglomerato Metalloinvest nel 2006 dopo l'acquisizione dell’impianto di estrazione e lavorazione Mikhailovsky. La fusione ha incluso Lebedinsky Mining e Skoch continua a essere un partner dell'azienda. Skoch possiede il 30% di Metalloinvest, anche se le azioni sarebbero detenute a nome di suo padre Vladimir. Nel 2016 è stato pubblicato un elenco dei membri del parlamento i cui nomi sono comparsi sui Panama Papers. Tra loro c'era anche Skoch. Nell'aprile 2018, gli Stati Uniti hanno imposto sanzioni a lui e ad altri 23 cittadini russi.

### Carriera politica
Nel 1999 è diventato deputato della Duma di Stato della terza convocazione della Regione di Belgorod. Nel 2000 ha assunto la carica di Presidente del Consiglio di esperti sulla metallurgia e l'industria mineraria. Nello stesso anno ha discusso la sua tesi di dottorato su "La carità in Russia come mezzo di protezione sociale dell'infanzia".
Nel dicembre 2003 è stato eletto alla Duma di Stato della IV convocazione. Nel dicembre 2007 è stato eletto alla Duma di Stato della quinta convocazione nell'ambito della lista dei candidati del partito politico Russia Unita. Dal 2012 è membro del gruppo parlamentare interfazionista per la tutela dei valori cristiani.
Nel dicembre 2011 è stato eletto alla Duma di Stato della VI convocazione. Nel settembre 2016 è stato eletto alla Duma di Stato della VII convocazione.
Dal 1999 al 2019, durante il mandato di deputato alla Duma di Stato delle III, IV, V, VI e VII convocazioni, è stato coautore di 163 iniziative legislative e modifiche a disegni di legge federali.

### Filantropia
È un creatore della Fondazione umanitaria Pokolenie ("Generazione") che supporta operatori culturali e scienziati, famiglie con tre o più figli, reduci della seconda guerra mondiale, anziani e molti altri. La fondazione finanzia anche la costruzione di strutture mediche nella regione di Belgorod e fornisce sostegno finanziario per la ricostruzione e il restauro dei cimiteri militari.
Nel 2007 ha fornito ai veterani della Grande Guerra Patriottica della regione di Belgorod il VAZ-2105 personale (3.000 auto per 260 milioni di rubli).
Nel 2012 le istituzioni mediche della regione di Belgorod hanno ricevuto dalla Fondazione "Generazione" 51 nuove ambulanze. Nello stesso anno la fondazione ricostruisce il cimitero dell'esercito sovietico a Szekesfehervar e la sezione sovietica del cimitero Kerepishi a Budapest (Ungheria). Durante i lavori sono stati identificati più di mille soldati morti del 2° e 3° fronte ucraino. Un memoriale è stato eretto nel cimitero di Szekesfehervár.
Nel 2013 la Fondazione "Generazione" ha donato auto VAZ-2104 a 180 famiglie numerose della regione di Belgorod.
Secondo quanto riferito, ha donato oltre 117 milioni di dollari, una parte dei quali è stata destinata al restauro dei monumenti di guerra in Russia. Attraverso la Fondazione "Generazione", Skoch è lo sponsor del Premio Debutto, un premio letterario per scrittori russi di età inferiore ai 25.

## Stato finanziario
Secondo Bloomberg, Skoch ha un patrimonio netto di $ 6,3 miliardi a febbraio 2021. Secondo la Forbes World's Billionaires List 2021, si è classificato al 288º posto nell'elenco delle persone più ricche del mondo, con una ricchezza stimata in famiglia di 8,6 miliardi di dollari.
| Anno                               | 2011 | 2012 | 2013 | 2014 | 2015 | 2016 | 2017 | 2018 | 2019 | 2020 | 2021 |
| Patrimonio netto (miliardi di USD) | 3,9  | 4,2  | 7,9  | 8,2  | 5,7  | 5,3  | 6,9  | 4,9  | 5,2  | 6,3  | 8,8  |
| Classifica (Russia)                | 29   | 28   | 19   | 18   | 18   | 18   | 17   | 23   | 22   | 19   | 21   |

Possiede anche lo yacht "Madame GU".

## Onorificenze
- Medaglia dell'Ordine "Per il merito alla Patria" di II grado (14 novembre 1998) - per i servizi nel campo della riabilitazione sociale delle persone disabili, della tutela dei loro diritti e interessi.[41]
- Medaglia dell'Ordine "Per il merito alla Patria" di I grado (13 febbraio 2003) - per il successo del lavoro raggiunto e anni di lavoro in buona fede.[42]
- Ordine d'Onore (13 dicembre 2010) - per il grande contributo alla commemorazione dei soldati russi e sovietici morti nel territorio della Repubblica Popolare Cinese e per attività di beneficenza attive.[43]
- Ordine d'Onore (Ossezia del Sud, 29 maggio 2011) - per un grande contributo allo sviluppo e al rafforzamento dell'amicizia e della cooperazione tra i popoli, attività di beneficenza attiva e sostegno fornito al popolo della Repubblica dell'Ossezia del Sud nella costruzione di strutture socialmente significative.[44]
- Ordine di Alexander Nevsky (2016) - per il restauro di monumenti e memoriali ai soldati russi e sovietici nella regione di Belgorod, in Cina e in Ungheria.[45]

## Polemiche
Secondo il Dipartimento del Tesoro degli Stati Uniti, poiché Skoch, oltre al suo ruolo di deputato della Duma, ha mantenuto a lungo legami con la criminalità organizzata e per un certo periodo è stato accusato di essere lui stesso a capo di un gruppo criminale, è stato aggiunto all'elenco delle sanzioni dagli Stati Uniti sulla scia delle sanzioni contro la Russia insieme ad altri oligarchi russi, i quali sono tutti vicini al Cremlino e quindi devono condividere le conseguenze delle azioni politiche del loro governo.
Come nota la rivista "Russian Reporter", lo stesso Skoch non sa perché si è rivelato nella lista e ritiene che sia collegato con l'Ucraina.

## Vita privata
Andrey Skoch è padre di dieci figli, di cui quattro sono gemelli nati nel 1994: Nikita, Sofya, Alexandra, Yulia.
Dopo essere stato eletto deputato della Duma di Stato, Andrei Skoch ha trasferito la sua parte in "Interfin" a suo padre, Vladimir Nikitovich Skoch. Secondo Forbes, oltre al 30% di USM, Vladimir Skoch possiede anche una quota all'aeroporto di Vnukovo.